# Gherabari
Gherabari (nep. घेराबारी) – gaun wikas samiti we wschodniej części Nepalu w strefie Meći w dystrykcie Jhapa. Według nepalskiego spisu powszechnego z 2001 roku liczył on 1242 gospodarstw domowych i 6286 mieszkańców (3137 kobiet i 3149 mężczyzn).